# Jean-Jacques Vignerte
Jean-Jacques Vignerte, né le 12 janvier 1806 à Pouzac (Hautes-Pyrénées) et mort en 1870 à Bagnères-de-Bigorre (Hautes-Pyrénées), est un homme politique français.

## Biographie
Affilié à la société des droits de l'homme, il est arrêté et condamné à plusieurs reprises. En 1835, il s'évade de la prison Sainte-Pélagie et s'exile 6 ans. De retour en France, il devient avocat à Tarbes. Commissaire du gouvernement provisoire dans les Hautes-Pyrénées en février 1848, il est député des Hautes-Pyrénées de 1848 à 1849, siégeant à gauche.
Il vota entre autres, pour le bannissement de la famille d'Orléans, pour l'abolition de la peine de mort, pour l'impôt progressif, pour l'incompatibilité des fonctions, pour la demande de mise en accusation du président et des ministres.
Non réélu à la Législative, il essaya de conspirer contre le prince Louis-Napoléon, mais une arrestation préventive et la certitude d'être surveillé de près le firent renoncer à la politique[réf. nécessaire].